# Retrospective II
Retrospective II è una raccolta della rock band canadese Rush pubblicata il 3 giugno 1997; lo stesso giorno uscirono in versione remaster gli album del trio da Moving Pictures ad Hold Your Fire. La compilation non ebbe un gran successo di vendite visto che non riuscì ad entrare nella Billboard Top 200, avendo venduto nella prima settimana d'uscita solamente 3717 copie. Questo disco è stato ristampato come CD 2 della compilation Gold del 2006.

## Tracce
1. The Big Money – 5:35 (da: Power Windows)
2. Red Barchetta – 6:09 (da: Moving Pictures)
3. Subdivisions  – 5:33 (da: Signals)
4. Time Stand Still – 5:09 (da: Hold Your Fire)
5. Mystic Rhythms – 5:53 (da: Power Windows)
6. The Analog Kid – 4:47 (da: Signals)
7. Distant Early Warning – 4:57 (da: Grace Under Pressure)
8. Marathon – 6:09 (da: Power Windows)
9. The Body Electric – 5:00 (da: Grace Under Pressure
10. Mission – 5:16 (da: Hold Your Fire)
11. Limelight – 4:19 (da: Moving Pictures)
12. Red Sector A – 5:09 (da: Grace Under Pressure
13. New World Man – 3:42 (da: Signals)
14. Tom Sawyer – 4:33 (da: Moving Pictures)
15. Force Ten – 4:31 (da: Hold Your Fire)

## Formazione
- Geddy Lee - basso, voce, sintetizzatori
- Alex Lifeson - chitarra ed acustica, sintetizzatori
- Neil Peart - batteria, percussioni elettriche ed acustiche

### Musicisti addizionali
- Jim Burgess - programmazione sintetizzatore
- Aimee Mann - voce (traccia 4)
- Andy Richards - tastiere/programmazione sintetizzatore